# Ostafrikanische Rappenantilope
Die Ostafrikanische Rappenantilope (Hippotragus niger roosevelti), auch Ostafrika-Rappenantilope oder Roosevelt-Antilope genannt, ist eine wenig bekannte Unterart der Rappenantilope (Hippotragus niger). Neuerdings wird sie manchmal auch als eigene Art betrachtet.

## Merkmale

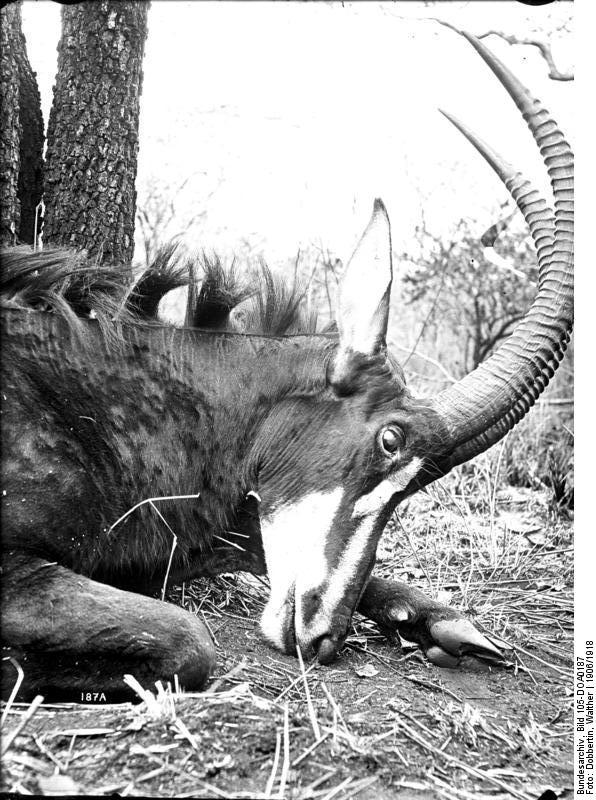
Die Hörner sind deutlich kürzer als die der anderen Unterarten

Die Ostafrikanische Rappenantilope hat eine Kopfrumpflänge von 175 bis 182 cm. Der Schwanz ist 52 bis 53 cm lang und die Schulterhöhe liegt bei ungefähr 128 cm. Die Hinterbeine sind 51 bis 53 cm lang. Die einzigen bekannten Gewichtsangaben stammen von zwei Männchen, die zwischen 165 und 180 kg wogen. Diese Unterart ist deutlich kleiner als die anderen Unterarten, hat viel kürzere Hörner und der Abstand zwischen den Hornbasen ist kleiner. Die Weibchen haben fast immer ein blass-goldenrotes Fell, im starken Kontrast zu den fast schwarz gefärbten Männchen, auch wenn gelegentlich sehr dunkle Weibchen beobachtet werden.

## Verbreitung und Lebensraum
Das Verbreitungsgebiet der Ostafrikanischen Rappenantilope liegt in den Shimba Hills im südöstlichen Kenia und dem Küstenhinterland des östlichen Tansania (vor allem im Wildreservat Selous, aber auch in der Region um Saadani und Songea). Das Verbreitungsgebiet ist dadurch stark zersplittert, möglicherweise stellen die Usambara-Berge und der Fluss Pangani Migrationsbarrieren zwischen den Populationen in Kenia und Tansania dar. Im Süden könnte der Rufiji eine natürliche Grenze bilden. Im Jahr 1994 wurde außerdem ein ausgewachsenes, männliches Exemplar nördlich von Voi im Tsavo-East-Nationalpark in Kenia fotografiert, was allerdings als Einzelfall angesehen wird. Über den Lebensraum der Ostafrikanischen Rappenantilope ist nur wenig bekannt. In Kenia bevorzugen die Tiere offenes Grasland, eine Eigenschaft, in der sie offenbar im Gegensatz zu den anderen Unterarten stehen. Allgemein wird aber ein Vorkommen in Miombo-Waldsavannen angenommen. In den Shimba Hills betrug die Populationsdichte in den 1970er Jahren etwa 1,4 Individuen je Quadratkilometer, allerdings ist die Anzahl der Tiere seitdem stark zurückgegangen.

## Lebensweise

### Sozialverhalten
Das Sozialsystem der Ostafrikanische Rappenantilope besteht wie bei den anderen Rappenantilopen aus Herden von Weibchen und Jungtieren, Junggesellengruppen und territorialen Bullen. Die Herden setzen sich bei der Ostafrikanischen Rappenantilope aus 7 bis 48 Individuen zusammen, ihre Reviere sind 10 bis 25 km² groß und überlappen sich zu nicht weniger als 20 %. Das Territorium einer Herde beinhaltet Reviere von zwei bis fünf Männchen, deren Territorien 4 bis 9 km² groß sind. Beobachtungen zufolge durchstreifen Herden in den Shimba Hills auf ihrem jährlichen Streifzügen die Gebiete von 8 bis 10 Bullen. Diese können sich mit brünftigen Weibchen nur dann fortpflanzen, wenn sie sich auf seinem Territorium befinden. Es gibt aber auch sehr dominate Bullen, die ihre Nachbarn gelegentlich vertreiben. Die soziale Organisation einer Herde ähnelt sehr den anderen Unterarten. In einer Feldstudie, blieb das älteste, dominanteste Weibchen mit einem Abstand von 20 Metern von anderen Mitgliedern der Herde weg und war viel wachsamer. Manchmal machen sich zwei Weibchen die Dominanz streitig, was zur Folge haben kann, dass sich die Gruppe in zwei kleinere aufteilt, die beide ein eigenes Revier haben.

### Nahrung
Isotopenanalysen des Zahnschmelzes haben gezeigt, dass der Speiseplan der Ostafrikanischen Rappenantilope zu nahezu 100 Prozent aus Gras besteht. Bei Tieren in den Shimba Hills wurde ein regelmäßiges Benagen von Knochen beobachtet, das bis zu einer Stunde andauern kann, bei einem untersuchten Kalb sogar mehr als 5 Stunden hintereinander. Möglicherweise dient dies dem Ausgleich des Mineralhaushaltes, da die Böden der Region arm an Kalzium und Phosphaten sind.

### Fortpflanzung
Im Gegensatz zu den anderen Unterarten scheint es keinen Höhepunkt der Paarungszeit zu geben. Das Weibchen hat einen postpartalen Östrus und kann sich vermutlich ungefähr alle zehn Monate fortpflanzen. Die Tragzeit beträgt etwa 240 bis 248 Tage. Neugeborene Kälber scheinen sich nicht zu verstecken, sondern sich schnell der Herde anzuschließen.

## Taxonomie
Die Ostafrikanische Rappenantilope wurde von Edmund Heller im Jahr 1910 als eigene Art als Ozanna roosevelti beschrieben. Er benannte sie nach dem amerikanischen Präsidenten Theodore Roosevelt. Die Typuslokalität waren die Shimba Hills in Kenia. Sie wird heute jedoch als Unterart der Rappenantilope (Hippotragus niger) betrachtet. Neuere Systematiken weisen ihr jedoch wieder den Rang einer eigenen Art zu. Molekulargenetische Studien zeigen aber, dass die Ostafrikanische Rappenantilope innerhalb der Rappenantilopen steht und näher mit der Unterart H. n. kirkii verwandt ist.
Im westlichen Tansania, vom Wembere Fluss südlich bis Rungwe, gab es wahrscheinlich eine weitere Unterart, die sich heute größtenteils in die Populationen der Ostafrikanischen Rappenantilope eingekreuzt hat. Äußerlich gleicht sie dieser nun auch, aber die DNS einiger Individuen ähnelt der Riesenrappenantilope (H. n. variani).

## Bedrohung
Die International Union for Conservation of Nature and Natural Resources (IUCN) listet die Ostafrikanische Rappenantilope nicht getrennt von der Rappenantilope. Sie ist jedoch ziemlich selten mit nur 100 bis 200 verbleibenden Exemplaren in ihrem nördlichsten Teil ihres Verbreitungsgebiets in Kenia.